# توهامى سبيعى
توهامى سبيعى (3 مايو 1988 بالجزائر - ) هو مدرب كرة قدم ولاعب كرة قدم جزائري في مركز الدفاع. لعب مع اتحاد البليدة وجمعية الخروب وشباب بلوزداد.

## وصلات خارجية
- توهامى سبيعى على موقع قاعدة بيانات كرة القدم.إي يو (الإنجليزية)
- توهامى سبيعى على موقع Soccerway.com (الإنجليزية)